# Ceriana afra
Ceriana afra är en tvåvingeart som först beskrevs av Christian Rudolph Wilhelm Wiedemann 1830.  Ceriana afra ingår i släktet griffelblomflugor, och familjen blomflugor. Inga underarter finns listade i Catalogue of Life.